# Droit de paternité
 (décembre 2014).
Pour le droit d'attribution d'une action dans la finance, voir Droit d'attribution.
Le droit de paternité recouvre le droit moral au respect du nom de l’auteur ainsi que le droit d’attribution, lequel permet à l’auteur d’être identifié et de proclamer la filiation de son œuvre.

## Licences libres

Symbole de l'obligation d'attribution des licences Creative Commons.

Certaines licences libres exigent le respect du droit d'attribution comme la Licence Creative Commons Attribution ou la licence Torin.

## En France
Selon l'article L 113-1 du CPI : « La qualité d’auteur appartient, sauf preuve contraire, à celui ou à ceux sous le nom de qui l’œuvre est divulguée. » L'auteur jouit également d’un droit moral comprenant notamment le « droit au respect de son nom [et] de sa qualité » (art. L. 121-1 du CPI). Si l'auteur souhaite se cacher sous un pseudonyme, le CPI précise qu'il faut respecter ce souhait d’anonymat en sachant que l'auteur peut toujours le relever si un tiers s'arroge sa qualité d’auteur de son œuvre.
Il faut aussi envisager l'hypothèse où l’auteur véritable écrit de façon cachée, c'est-à-dire, en matière littéraire, quand on utilise un « nègre ».
Ces affaires ont été jugées dès le XVIIe siècle. Ainsi, le 3 février 1958, le TGI de la Seine a ainsi rendu l'arrêt Maquet célèbre puisqu'il s'agissait d'une affaire concernant le nègre d'Alexandre Dumas. Il y décidait que la convention de ghostwriter est licite, mais qu'au regard du droit moral le nègre peut faire savoir au public qu’il est l’auteur réel.
Quand quelqu’un prétend être l'auteur alors qu'il a simplement dérobé le travail d’un autre, l’auteur véritable peut faire condamner l'usurpateur et obtenir la publication de l'arrêt.
Dans le sens opposé, un particulier peut s'opposer à ce qu'on lui attribue une œuvre qui n'est pas la sienne. C'est ce que rappelle l'arrêt Renoir rendu par le Tribunal de commerce le 9 mai 1995 selon lequel « le droit moral permet aussi à l’auteur de s’opposer à ce que lui soit attribuée une œuvre qui n’émane pas de lui ».
Précisons que cette question de droit moral existe dans les régimes de droit d'auteur (exemple : France), mais qu'elle est absente des régimes de copyright (États-Unis…)[réf. nécessaire], où l'ayant droit possède tous les droits, sauf si a été établi un contrat explicite en disposant autrement. Un certain nombre de pays possèdent cependant des systèmes intermédiaires, où un certain droit moral est reconnu aux auteurs sans pour autant l'être de façon aussi claire (Japon…).

## Voir également
- droit de divulgation
- droit au respect de l'intégrité de l'œuvre
- droit de repentir
- Copyright